# Malleny Garden

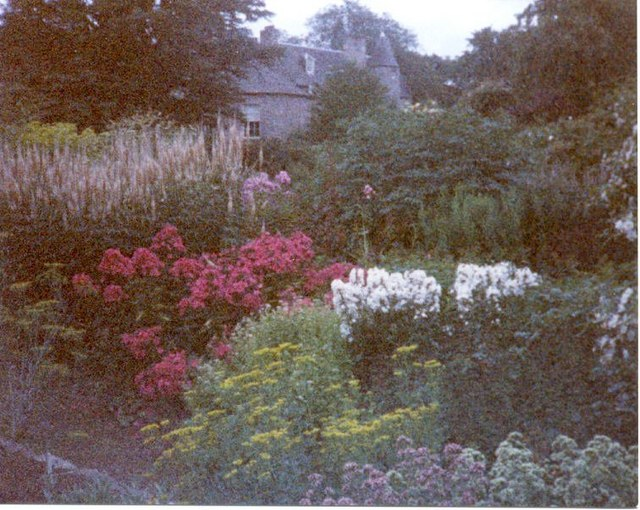
Malleny House und Garten

Malleny Garden liegt im Westen von Balerno, einem Vorort der schottischen Hauptstadt Edinburgh, und ist die Gartenanlage des Malleny House, das der Öffentlichkeit nicht zugänglich ist. Haus und Garten gehören dem National Trust for Scotland (NTS). Historic Environment Scotland hat den Garten in zwei von sieben Kategorien (Horticultural und Architectural) in die höchste Stufe Outstanding und in zwei weiteren Kategorien (Artistic Interest und Historical) in die zweithöchste High eingestuft.

## Beschreibung
Malleny Garden ist ein umfriedeter Garten mit einer Größe von 3 acre (≈12.000 m²), der von etwa 15 acre Wald umgeben ist. Garten und Haus liegen auf der Nordseite einer etwa 150 m hohen Erhebung. Mit rund 150 Sorten Rosen beherbergt der Garten eine der umfangreichsten Sammlungen dieser Blumen in Schottland und führt die National Collection of 19th century Shrub Roses (Strauchrosen). Einige der ältesten Rosen sind Scotch roses (Bibernell-Rosen, Rosa pimpinellifolia), deren Namen aber verloren gegangen sind. Der Garten wird von vier Eiben, den letzten von ursprünglich zwölf Exemplaren, und einer Eibenhecke dominiert, im Süden steht eine große Atlas-Zeder. Im umgebenden Wald stehen einige alte, große Platanen und Ahorne. Der Garten beherbergte bis ins Jahr 2000 die Scotland’s National Bonsai Collection, die dann nach Binny plants bei Ecclesmachan umzog.
Das Malleny House wurde im 17. Jahrhundert erbaut, es gibt auf dem Gelände aber auch noch andere interessante Gebäude, wie ein Taubenhaus, das Scott Burial Vault (eine Gruft) und eine Sonnenuhr.

## Geschichte
Die Geschichte des Anwesens lässt sich bis ins frühe 14. Jahrhundert zurückverfolgen, zum ersten Mal auf einer Karte erwähnt wird es aber erst 1750 auf Roy’s map von William Roy. Die frühesten bekannten Besitzer waren Alexander Knychtsoune und seine Frau, die 1478 erwähnt werden. Das Estate gehörte bis 1617 der Familie Knychtsoune und wechselte anschließend mehrere Male den Besitzer. 1603 wurden zwölf Eiben gepflanzt, angeblich zum Andenken an den Union of England and Scotland Act 1603, die man Die zwölf Apostel nannte; von diesen Bäumen stehen heute noch vier, die Die vier Apostel genannt werden. 1647 wurde das Anwesen von William Scott (später Lord Clerkington) gekauft, und sein Sohn Sir John wurde im Jahr 1656 der erste Scott of Malleny. Weitere sechs Scotts of Malleny lebten hier, gestalteten den Garten im Dutch-style (holländischen Stil), der zu dieser Zeit in Schottland populär war, legten Gebäude wie das Taubenhaus an und pflanzten die Eibenhecke.
1882 kaufte der Archibald Primrose, 5. Earl of Rosebery das Anwesen und verpachtete es, u. a. an Sir Thomas Gibson-Carmichael, der den Garten weiter ausbaute und eine Reihe dekorativer Objekte wie das geschmiedete, noch heute bestehende Gartentor anfertigen ließ.
1910–39 wurde der Garten von K. Gourlay erneut umgestaltet, der ein Spezialist für Strauchrosen war. Er erweiterte auch das umgebende Waldgebiet und legte dort Wege an.
Das Anwesen stand ab 1955 zum Verkauf und wurde 1960 von Mrs Gore-Browne Henderson erworben, die 1961 acht der zwölf Eiben entfernen und in den 1960er Jahren den Garten allgemein umgestalten ließ.
1968 wurden der Garten und die Gebäude dem National Trust for Scotland vermacht. Dieser erweiterte die Sammlung der Strauchrosen, der Tennisplatz und der Obstgarten wurden durch Rasenflächen ersetzt. Gegenwärtig ist der Garten der Öffentlichkeit zugänglich, das Haus aber privat vermietet.
Seit 2017 wird der lange vernachlässigte Gemüsegarten vom NTS wieder gepflegt, und auch viele Blumen wurden dort angepflanzt. Im Jahr 2024 betrug die Besucherzahl etwa 2.500 Personen.